# ジョージ・メイソン＝ヴィリアーズ (第2代グランディソン伯爵)
第2代グランディソン伯爵ジョージ・メイソン＝ヴィリアーズ（英語: George Mason-Villiers, 2nd Earl Grandison PC (Ire)、1751年7月13日 – 1800年7月14日）は、イギリスの政治家、貴族。

## 生涯
アランド・ジョン・メイソン（Aland John Mason、1759年3月26日没、アイルランド庶民院議員）と初代グランディソン女子爵エリザベス・メイソン（1782年没、後の初代グランディソン女伯爵）の息子として、1751年7月23日に生まれた。1762年から1766年までイートン・カレッジで教育を受けた。1771年10月21日、国王の許可を受けてヴィリアーズを姓に加えた。
1774年イギリス総選挙でラッドロー選挙区から出馬して、庶民院議員に当選した。議会で演説、投票した記録はなかったが、『パブリック・レジャー』誌は1779年にメイソン＝ヴィリアーズが「常に内閣を支持する投票をした」と報じた。また、トーリー党所属ともされた。1780年イギリス総選挙では引き続き内閣を支持するものとされたが、当時外国に滞在していたメイソン＝ヴィリアーズは出馬を辞退した。
1782年5月29日に母が死去すると、グランディソン伯爵の爵位を継承、1784年5月4日にアイルランド貴族院議員に就任した。1785年11月5日にはアイルランド枢密院の枢密顧問官に任命された。
1800年7月14日に死去、息子をもうけなかったため爵位は断絶した。ドロマナの領地は娘ガートルードが継承、ガートルードが1809年に死去した後はその息子ヘンリーが継承した。

## 家族
1772年2月10日、ガートルード・シーモア＝コンウェイ（Gertrude Seymour-Conway、1750年10月9日 – 1793年9月 スイス、初代ハートフォード侯爵フランシス・シーモア＝コンウェイの娘）と結婚、1女をもうけた。
- ガートルード・アメリア（1778年3月28日 – 1809年8月30日） - 1802年7月1日、ヘンリー・クライトン＝ステュアート（Henry Crichton-Stuart、初代ビュート侯爵ジョン・ステュアートの息子）と結婚、3男1女（ヘンリー（英語版）、ウィリアム（英語版）、チャールズ、ガートルード）をもうけた